# Mocassino

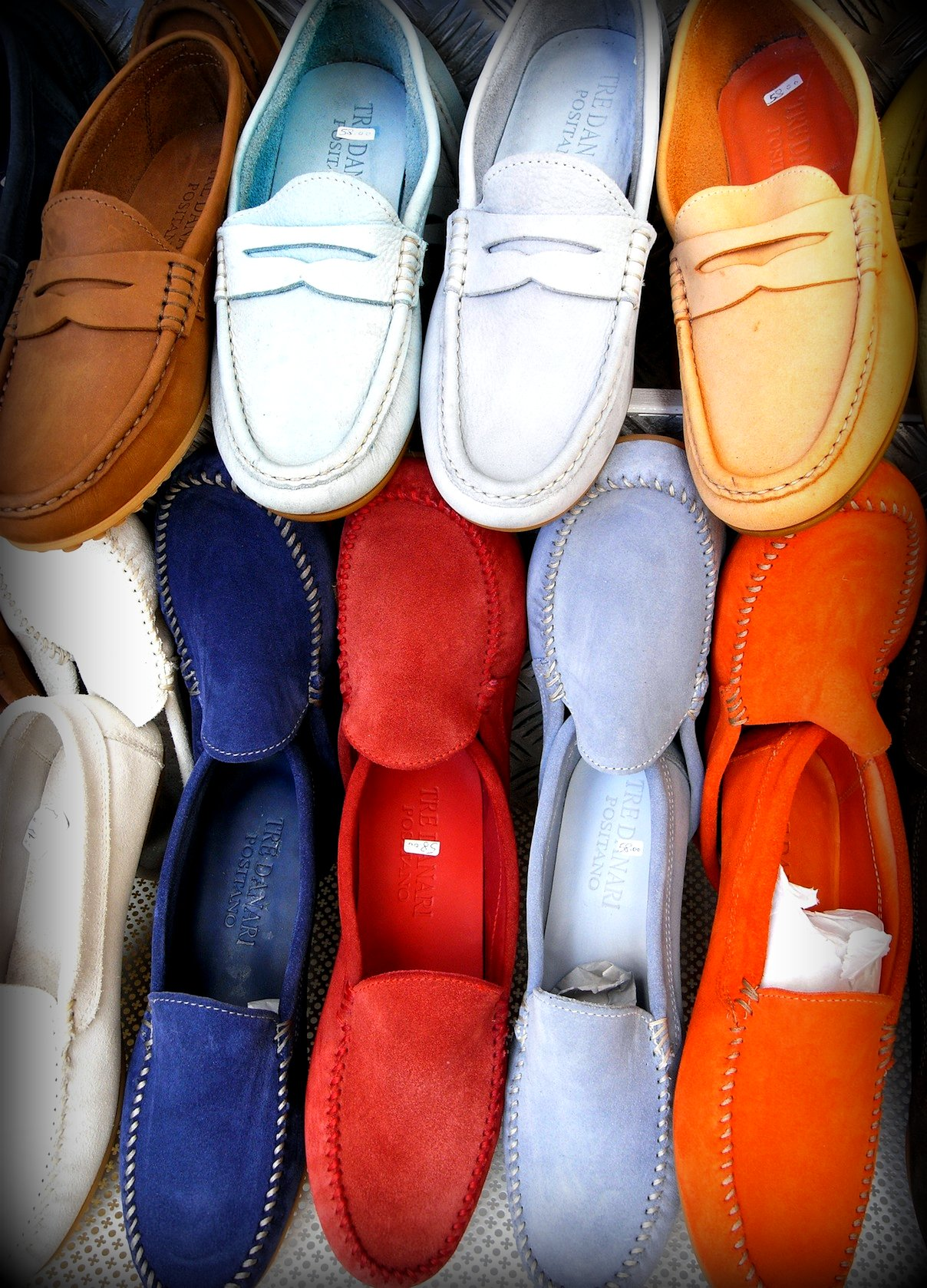
Serie di mocassini dai vari colori in vendita a Positano.

I mocassini sono un tipo di scarpe senza stringhe, caratterizzati da una tipica mascherina trasversale che copre la linguetta. Sono realizzati prevalentemente con cuoio morbido.
Benché originariamente nati negli anni trenta come scarpe maschili sportive, comode ed informali, col tempo i mocassini sono entrati a far parte anche del guardaroba femminile.

## Storia
A inventare gli antenati dei mocassini (penny loafer, in inglese) furono gli Indiani del Nord America. Essi si fasciavano i piedi con un pezzo di pelle morbida che si alzava sui fianchi. Nella lingua Algonquan, quella parlata dai Nativi americani, il termine calzature viene tradotto proprio con il termine mocassini.
La forma dei mocassini più simile a quella moderna si diffonde a partire dal 1932. La famiglia Spaulding, di origine statunitense, comincia a produrre calzature che si ispirano a quelle dei mungitori di latte norvegesi. Le scarpe di questi lavoratori, a loro volta, si ispirano a quelle dei Lapponi. Essi, a differenza di quelle degli Indiani, indossano calzature ricavate da diversi pezzi di cuoio cuciti assieme.
I mocassini segnano il boom negli anni trenta. Nel 1936, GH Bass, un'azienda statunitense che fabbrica stivali per John R. Bass, lancia sul mercato i Weejun Loafer: Weejun è l'abbreviazione di norwegian (norvegese) e loafer, in inglese, significa scansafatiche. È a John R. Bass, quindi, che si deve l'invenzione della mascherina a forma di labbra che appare su queste calzature. I critici di moda non approvano inizialmente i Weejun Loafer, poiché li ritengono simili a ciabatte e ne sconsigliano, pertanto, l'uso.
Negli anni quaranta Fred Astaire indossa i loafer durante i suoi numeri di tip-tap e li lancia come scarpe da indossare anche con il frac. 
Nel decennio successivo i mocassini vengono adottati dagli studenti dei college statunitensi; lo stile cosiddetto Ivy League comincia a diffondersi in tutto il mondo contribuendo in modo determinante alla diffusione dei mocassini. È in questo periodo che, negli Stati Uniti, i mocassini vengono ribattezzati con il nome di penny loafer, perché gli studenti hanno l'abitudine di introdurre un penny all'interno della mascherina a forma di labbra. 
In Italia l'azienda Fratelli Rossetti reinterpreta i loafer sostituendo la mascherina a bocca con un'applicazione di metallo. Essi trattano anche la pelle applicando un inedito effetto sfumato-anticato. Nel 1968, i Rossetti estetizzano lo spirito rivoluzionario e lanciano sul mercato i mocassini yacht, foderati in spugna per essere indossati senza calze, e rielaborati a forma di stivali o sandali.
Il ritorno dei penny loafer avviene a metà degli anni ottanta, con il revival dello stile casual americano di metà Novecento. Una variante dei mocassini che ha grande diffusione in questo periodo sono le scarpe da barca (boat shoes) lanciate dall'azienda statunitense Timberland, divenute col tempo un'icona della moda giovanile degli anni ottanta.
Oggi i mocassini vengono prodotti con innumerevoli varianti di foggia, colore e materiali, come il nabuk o il camoscio.

## Galleria d'immagini

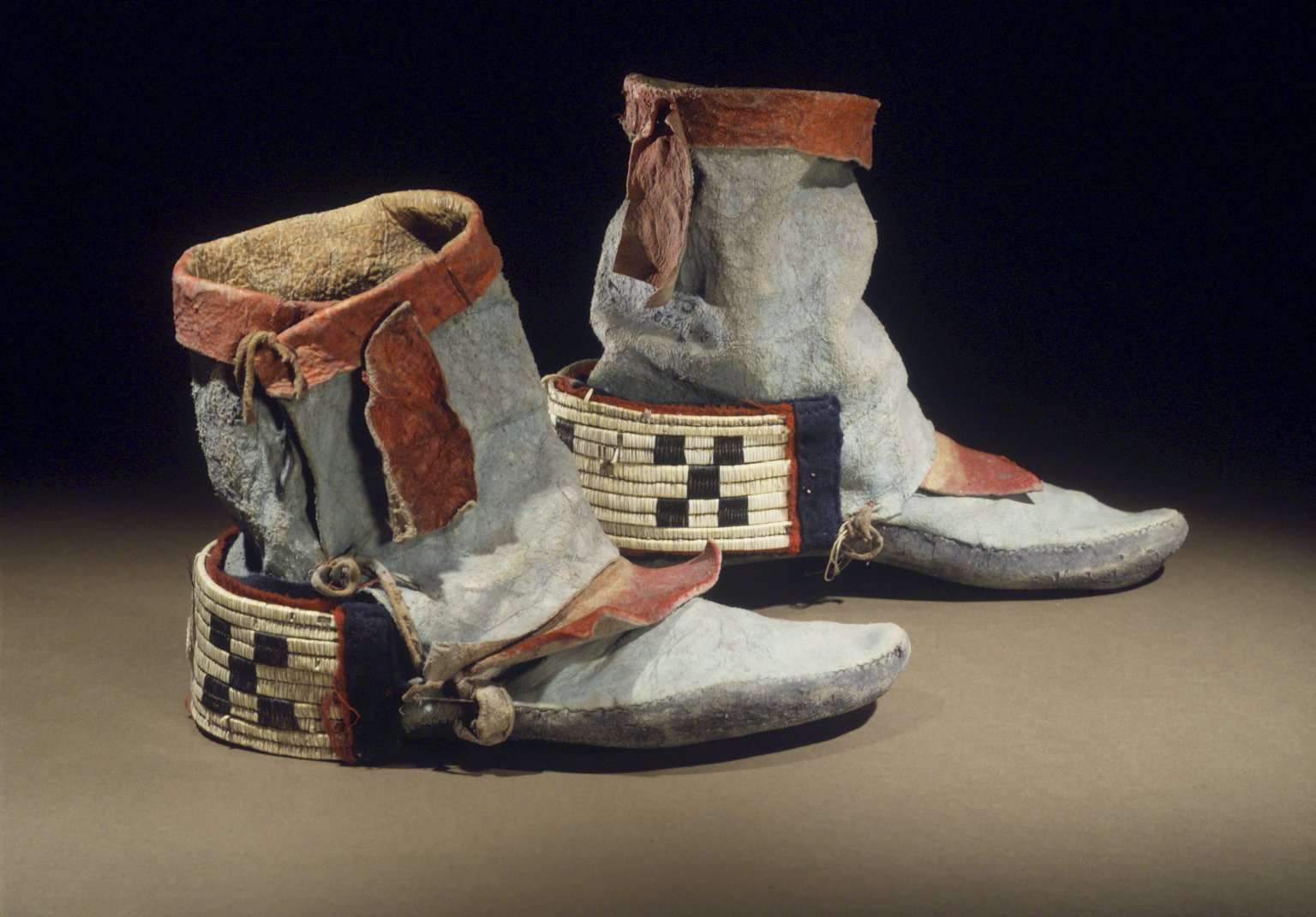
Hopi Pueblo (nativi americani). Scarpe da ballo, fine del XIX secolo. Brooklyn Museum
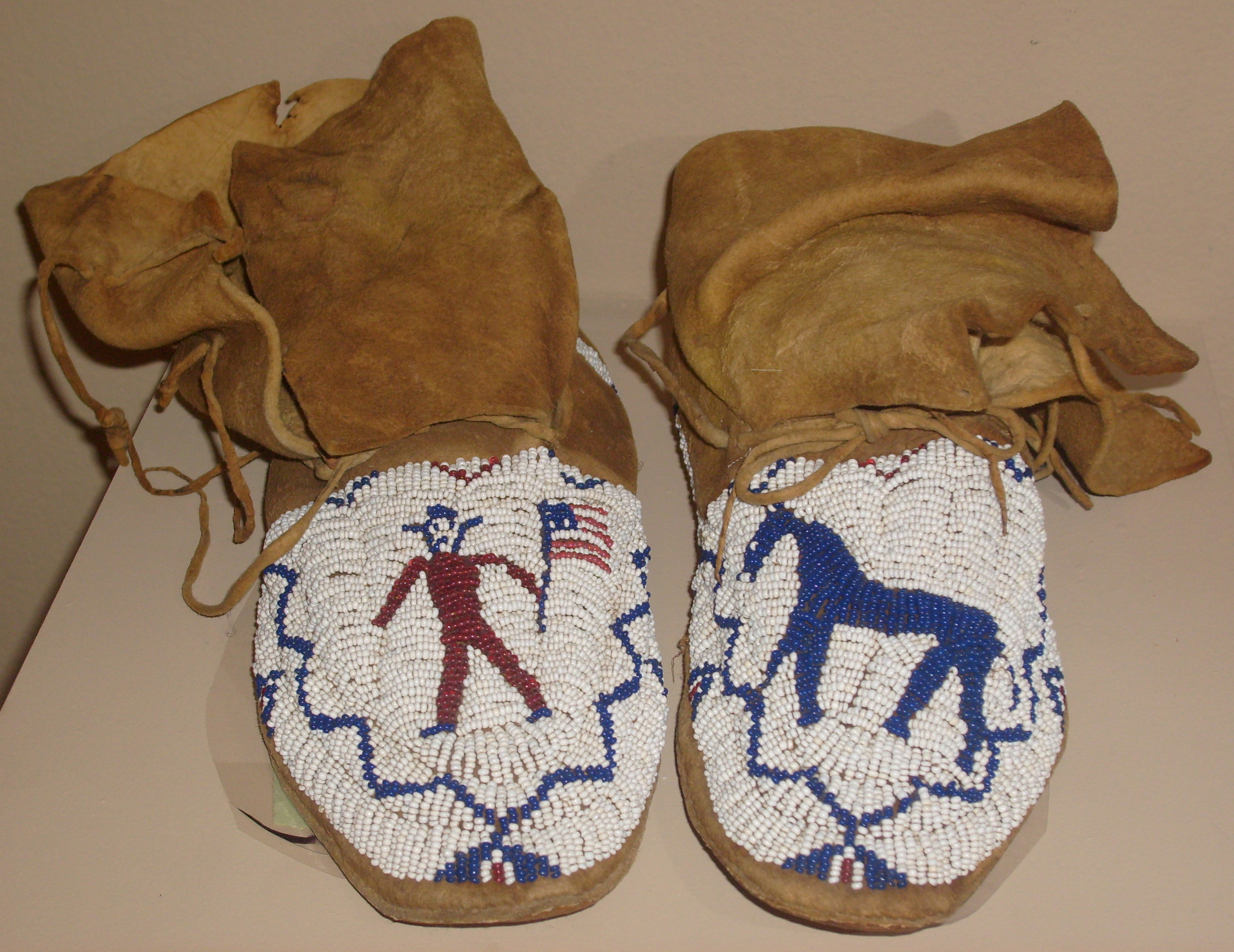
Mocassini con perline originali della proprietà del capo Washakie, Wind River Reservation (Shoshone), Wyoming, 1900 ca.
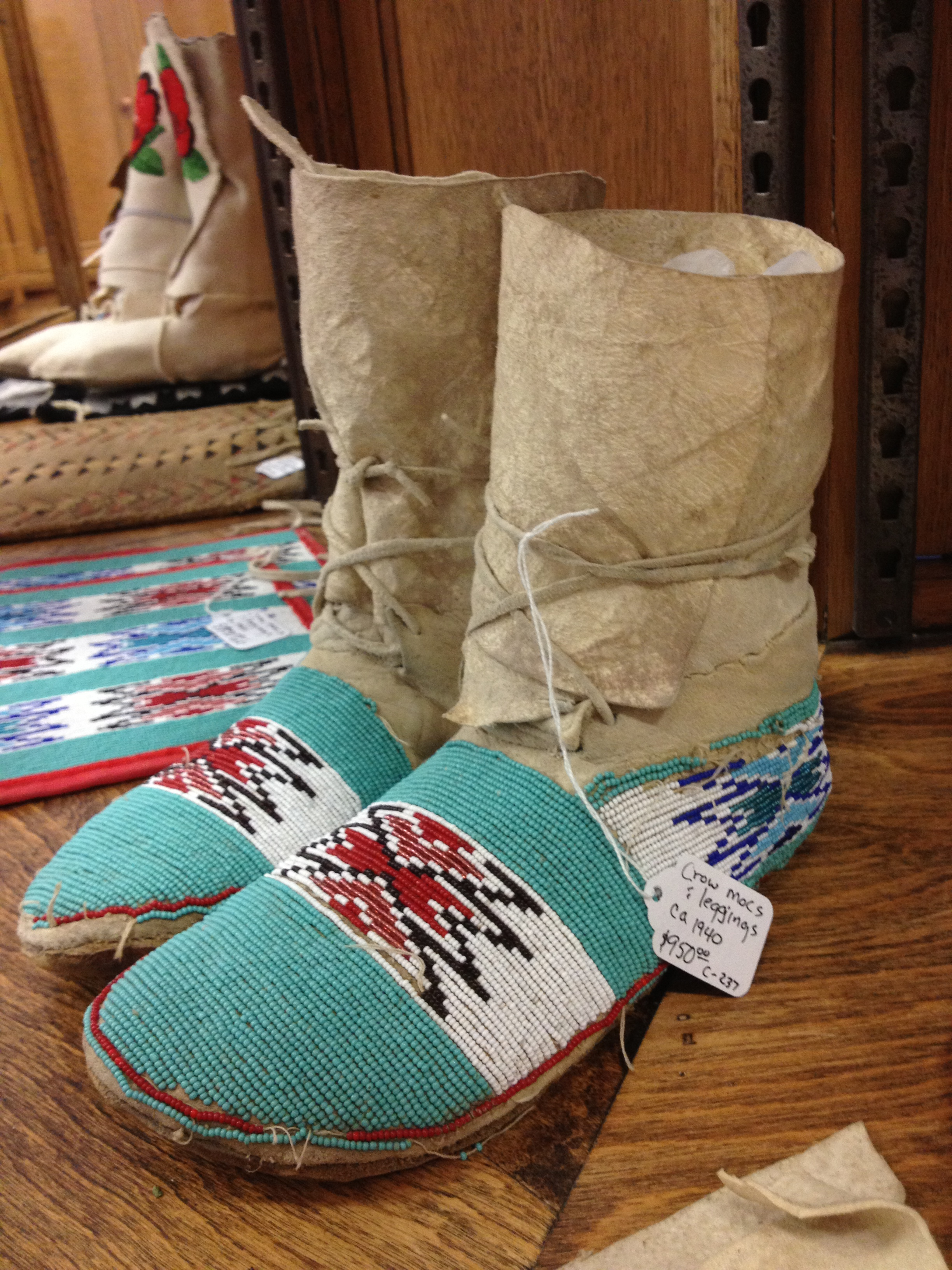
Mocassini da corvo, 1940 ca.
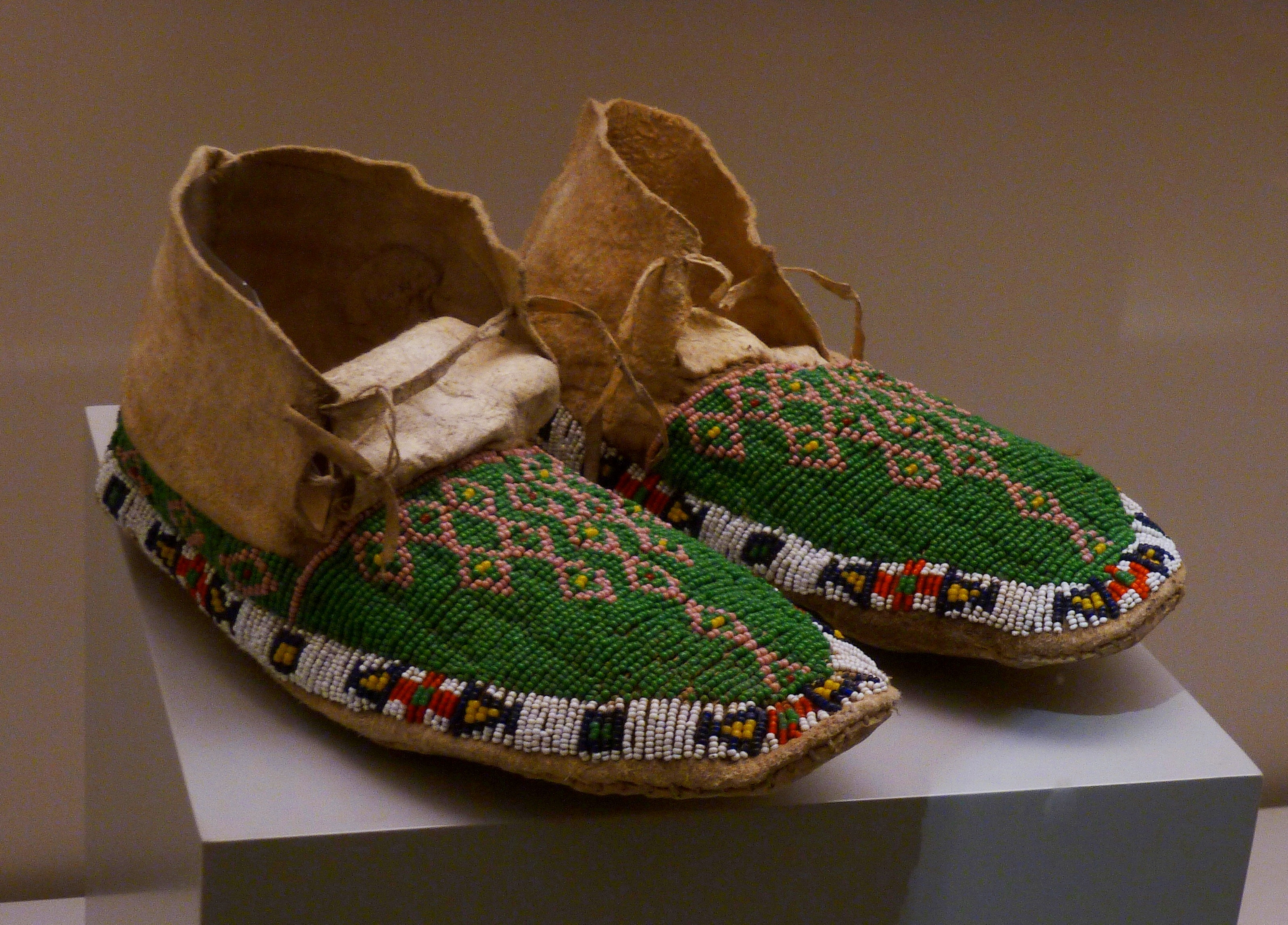
Mocassini Cheyenne
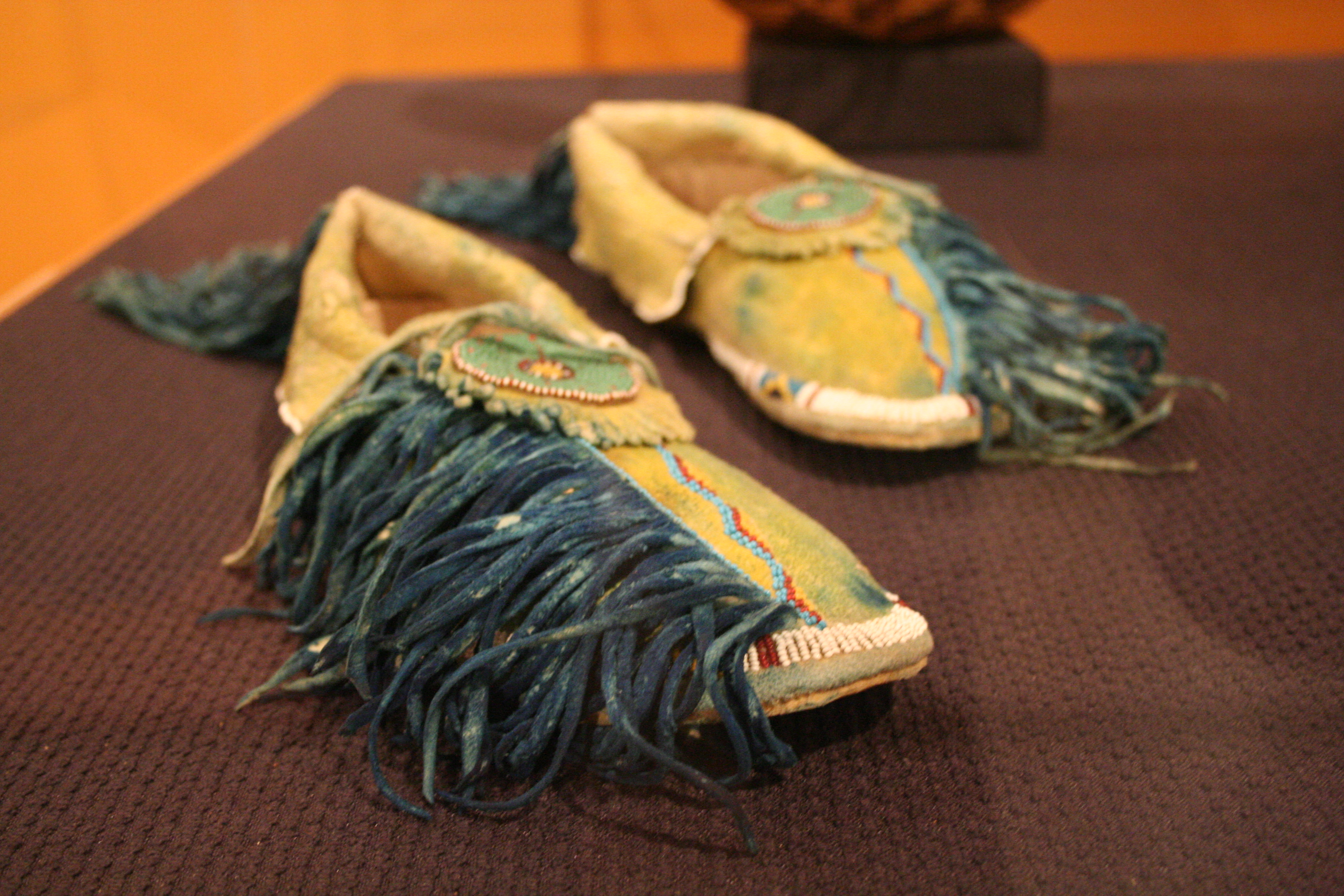
Mocassini Kiowa
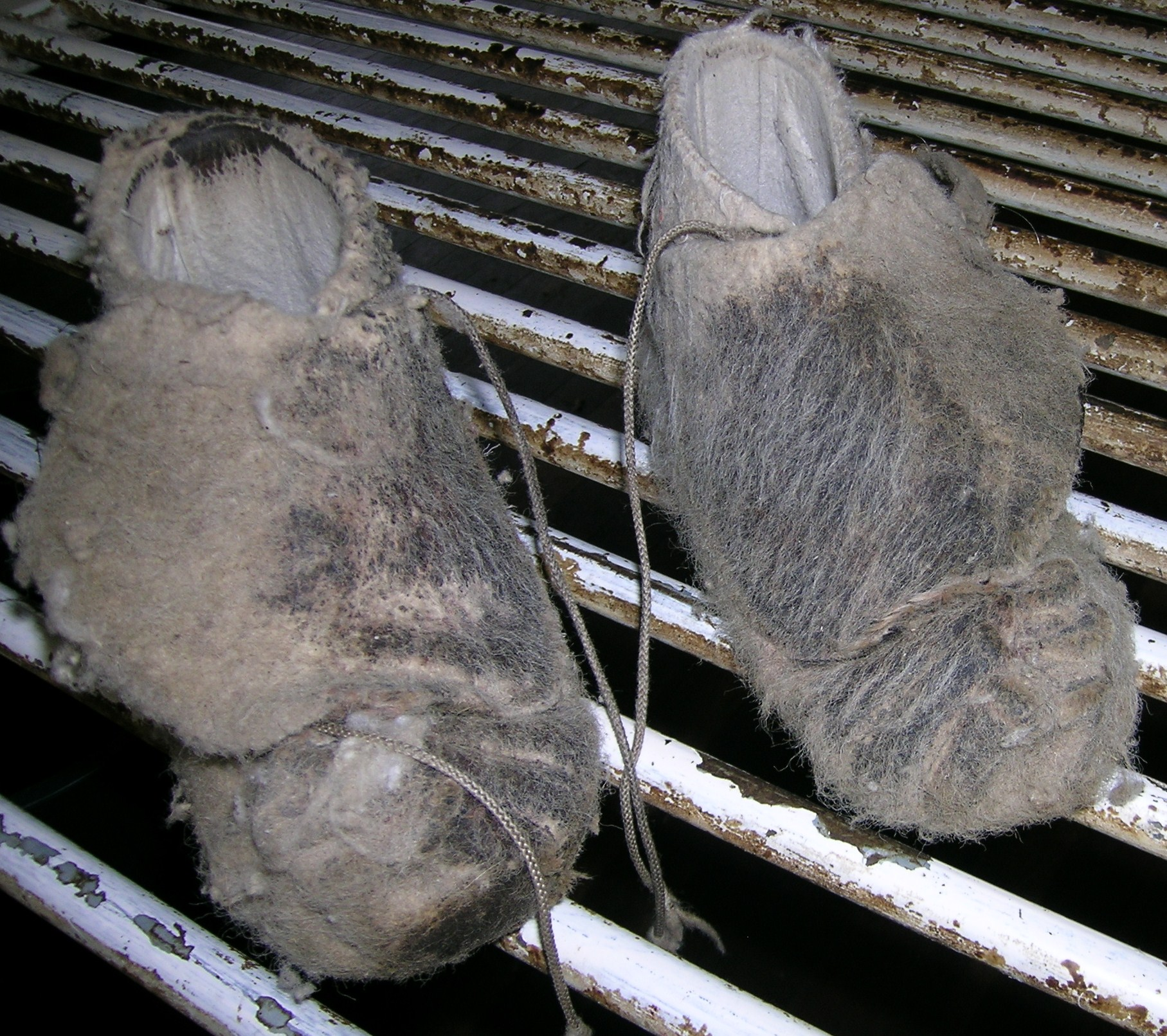
Mocassini da tosatore su un tavolo di laminazione della lana.